# Biéville-Beuville
Biéville-Beuville è un comune francese di 2 601 abitanti situato nel dipartimento del Calvados nella regione della Normandia. Esso è il risultato della fusione, avvenuta nel 1972, tra gli allora comuni di Beuville e Biéville-sur-Orne.

## Società

### Evoluzione demografica
Abitanti censiti